# ستان تورنر
ستان تورنر (بالإنجليزية: Stan Turner)‏ (21 أكتوبر 1926 في المملكة المتحدة - 28 أبريل 1991) هو لاعب كرة قدم بريطاني (وحمل سابقاً جنسية المملكة المتحدة لبريطانيا العظمى وأيرلندا) في مركز الدفاع. لعب مع بورت فايل ونادي بيرتن ألبيون ونادي ووستر سيتي.